# Inmigración croata en Argentina
La inmigración croata en Argentina es un fenómeno numeroso dentro de las corrientes migratorias de Argentina. Existe escasa documentación y estudio de esta colectividad ya que, a diferencia de otras inmigraciones como las de italianos y españoles, durante parte de su historia el pueblo croata no tuvo un Estado propio, sino que fue parte de otros países como el Imperio austrohúngaro y Yugoslavia. Esto dificulta el rastreo a través de registros de llegadas en barcos y otras estadísticas migratorias.
De acuerdo a cifras de la diáspora croata proporcionadas por el gobierno de Croacia, se estima que viven en Argentina unos 250.000 mil descendientes de croatas, siendo la segunda más grande de América Latina después de Chile. Otros estudios señalan que hay alrededor de 300.000 personas de origen croata con unos 10.000 con ciudadanía croata, y que la diáspora croata en Argentina es la tercera más grande en el mundo después de Estados Unidos y Canadá.
Sólo en el Gran Buenos Aires viven unos 40 mil descendientes.

## Corrientes migratorias

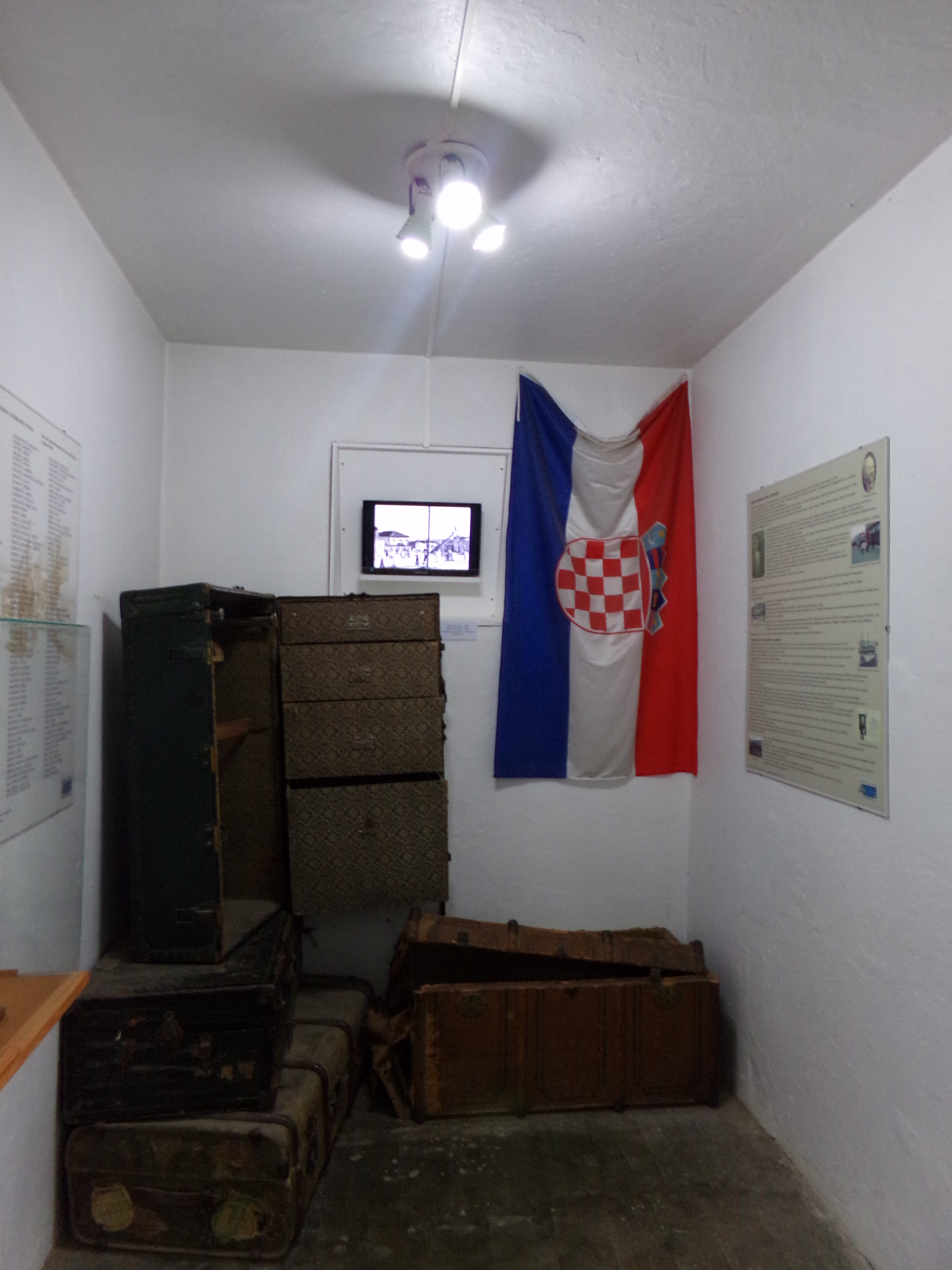
Espacio dedicado a los croatas de Tierra del Fuego en el Museo Marítimo y del Presidio de Ushuaia.

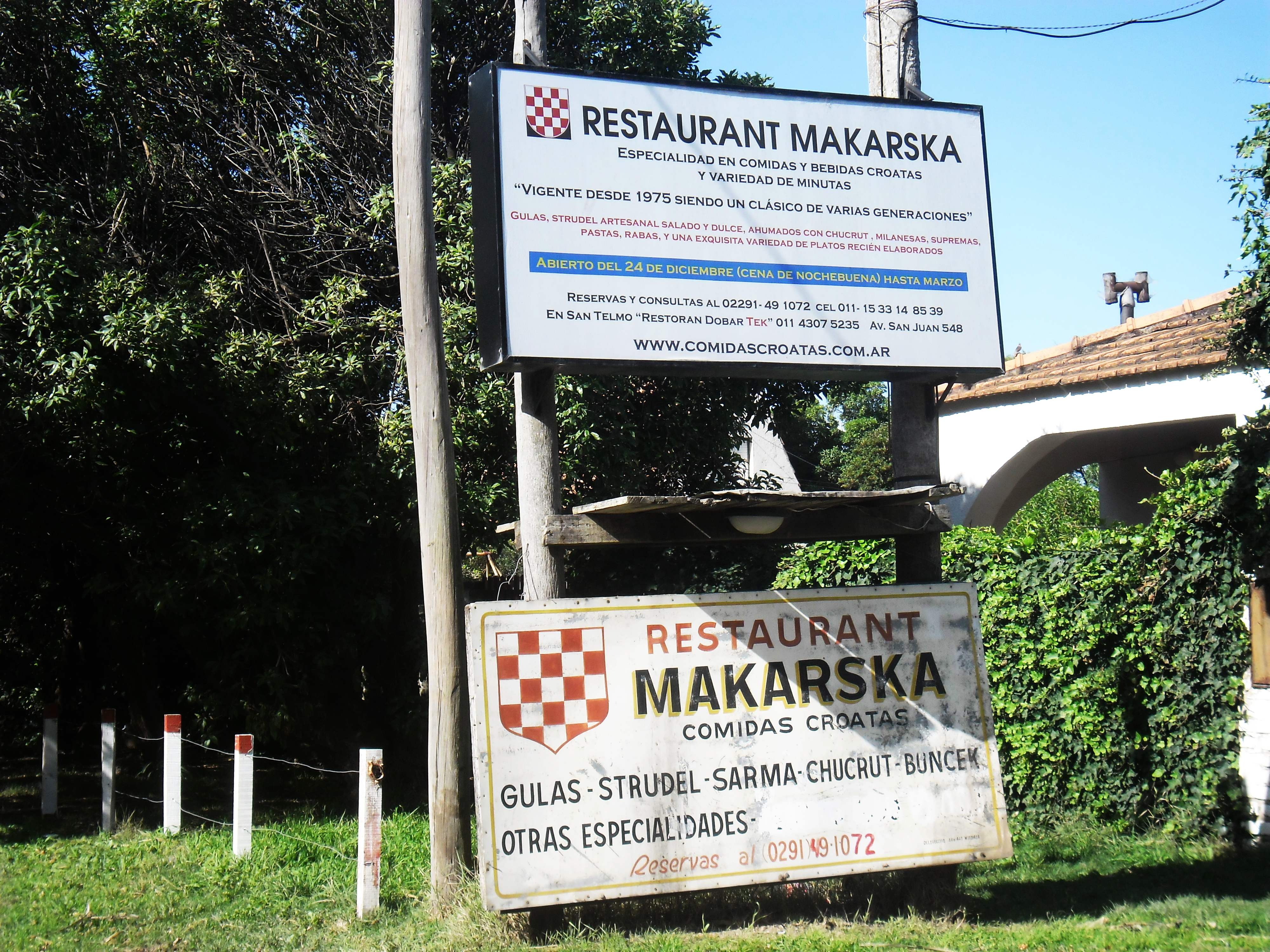
Casa de comídas típicas croatas en Mar del Sud, Buenos Aires. Dicha localidad recibió un gran aporte croata a su comunidad, junto con colonos eslovenos y alemanes.

En la llegada de inmigrantes croatas a Argentina pueden distinguirse tres etapas:
- la primera, en la que solo llegan individuos de forma aislada, desde 1848 y aumentando hasta 1918;
- la segunda, en el período que va de la Primera a la Segunda Guerra Mundial. Llegan contingentes mayores escapando de las circunstancias económicas y políticas;
- la tercera, tras la Segunda Guerra Mundial y la implantación del comunismo en la entonces Yugoslavia, entre 1945 y 1956, cuando alrededor de 20.000 croatas llegaron a la Argentina Los inmigrantes de esta corriente emigraban sobre todo por motivos políticos.

### Segunda etapa
Durante las últimas décadas del siglo XIX y las primeras del siglo XX, la inmigración croata hacia Argentina se acentúa. Se sabe que muchos croatas de esta corriente provenían de regiones como Hvar, Lika, Eslavonia, Srijem y Kordun, además de Istria. No obstante, es difícil precisar su número puesto que -al no existir Croacia como un país independiente- los inmigrantes llegaban con pasaportes del Imperio austrohúngaro. Otro grupo entró al país con pasaporte italiano.
En 1939 había en Argentina alrededor de 150.000 croatas en 133 asentamientos.

### Tercera etapa
Uno de los principales responsables de la inmigración croata en Argentina tras la Segunda Guerra Mundial fue el padre Blaž Štefanić, llegado al país en 1939 como misionero. Štefanić comenzó a rescatar a refugiados croatas de Austria, Alemania e Italia en 1946, cuando el presidente Juan Domingo Perón aprobó el ingreso de 35.000 croatas.
El grueso de los inmigrantes había llegado al país por motivos políticos y se identificaban con el nacionalismo croata de extrema derecha (Ustacha). Entre estos inmigrantes figuraba Ante Pavelić, caudillo del Estado Independiente de Croacia y posterior jefe de seguridad de Perón. Pavelić se fue del país para radicarse en España, dónde recibió asilo político por parte del régimen franquista tras sufrir un atentado en 1957.
La Justicia argentina posteriormente investigó la radicación en el país de 63 terroristas croatas arribados a fines de la Segunda Guerra Mundial, entre ellos Mirko Eterovic, quien fue profesor de idiomas en la Universidad Nacional de Córdoba, y Dinko Sakic, finalmente extraditado a Croacia por una matanza de civiles en 1944, además de otros como Dido Kvaternik, Blagoje Jovović, Josip Berkovic y Ante Nikšić. La Comisión para el Esclarecimiento de las Actividades Nazis en la Argentina (CEANA) estimó que unos 50 criminales de guerra croatas llegaron al país durante el gobierno de Perón.

## Pioneros y personalidades destacadas
El jesuita Nicolás Plantich (nacido en 1720) fue el primer misionero croata en la Argentina. Se estableció en la ciudad de Córdoba, donde trabajó en 1748 en la Universidad Nacional. Fue, por poco tiempo, en 1765, rector del Colegio de San Ignacio.
Originario de la República de Ragusa (conocida como Dubrovnik), desde el pueblo de Ošlje, Esteban Simonovich se estableció en la ciudad de Mendoza en 1804, donde se desarrolló su descendencia, que luego se estableció en distintas zonas de la provincia de Mendoza, como Barrancas de Maipú, San Rafael, Junín y San Carlos.[cita requerida]
Matías Nicolorich, nacido en 1780 en Bol, Isla de Brač, llegó navegando su propio velero a Rosario en 1812, donde 
fue juez de paz y comandante militar. En 1830 construyó la primera casa de dos pisos en Rosario, frente a la Plaza 25 de Mayo. A su muerte, fue enterrado en el cementerio El Salvador.
A fines del siglo XIX vivía en Buenos Aires el empresario Santiago Buratovich (nacido como Jakov Buratović en 1846 en la isla de
Hvar), quien ya en 1860 construía caminos, ferrocarriles y viviendas en Argentina, además de ser el primero en establecer una conexión telegráfica entre Buenos Aires y Rosario. Luchó contra diversas tribus en la conquista de la Patagonia integrando la Guardia Nacional, lo que le valió el grado de mayor. Buratovich llevó a Argentina un grupo de habitantes de Hvar, a los que siguieron emigrantes de otras partes de Dalmacia. También se trasladaron croatas de Istria, Eslavonia y la región del Litoral. Una plaza de Rosario lleva su nombre.
A finales del siglo XIX llegó a Buenos Aires Nicolás Mihanovich (nacido Nikola Mihanović en Doli en 1848), pionero de la Flota Mercante Argentina. En 1909 tenía 68 remolcadores, 200 embarcaciones menores y 82 buques a vapor, y llegó a tener 5000 empleados, muchos de ellos llegados desde Dalmacia. El emperador Francisco José lo nombró cónsul honorario. Murió en 1929. Su hermano menor, Miho (nacido en 1862 también en Doli), llegó a Argentina en 1874 y también se dedicó a la industria naviera.
Llegado a Rosario en 1899, Cosme Budislavich (nacido en 1867 en lo que entonces era el imperio austrohúngaro) era obrero de la maltería Sociedad Argentina de Fomento Industrial, en el barrio Refinería. Asesinado el 20 de octubre de 1901, fue el primer muerto de las luchas de anarquistas y socialistas en Argentina. Una plazoleta lleva su nombre, en Don Orione y Estrada, en el barrio donde trabajó.
Juan Benigar (nacido en Zagreb en vísperas de navidad de 1883) llegó a Buenos Aires en agosto de 1908 y se trasladó hacia la Patagonia, donde estudió la lengua y la cultura de pueblos indígenas de la región. Hablaba 14 idiomas, fue etnólogo, luchó por los derechos de los indígenas, publicó ensayos y escribió la gramática y el diccionario del pueblo Mapuche, fue juez de paz en un pueblo y se lo conoce como el iniciador de la industria textil en el sur de Argentina. Murió el 14 de enero de 1950 en Aluminé.
El Ingeniero Ivan Jagšić (nacido el 28 de abril de 1886 en Oslip), se estaleció en la ciudad de Córdoba, donde fue profesor universitario y fundó la Escuela de Aviación Militar. Murió en la ciudad entrerriana de Gualeguay el 2 de abril de 1956 y fue sepultado en el cementerio de La Recoleta de Buenos Aires.
En 1938 llegó a Argentina Ivan Vučetić (nacido en la isla de Hvar en 1858), quien adoptó el nombre Juan Vucetich. Se unió a la Policía en La Plata y se le atribuye la invención del sistema dactiloscópico. Murió en Dolores el 25 de enero de 1925 y fue enterrado en el cementerio de La Plata.

## Croatas con pasaporte de otros países
Entre 1868 y 1918, el Reino de Croacia-Eslavonia y casi todo el resto de Croacia formó parte del Imperio austrohúngaro, por lo que los inmigrantes llegaban con esa nacionalidad y se los llamaba austríacos, y posteriormente también fueron inscriptos como húngaros, eslavos, dálmatas y yugoslavos.
Entre 1918 y 1947, la región croata de Istria y una parte considerable de Dalmacia estuvieron bajo control italiano. Durante este período, los ciudadanos croatas de estas regiones fueron sometidos a la política de italianización fascista instituida por el régimen de Benito Mussolini, por lo que les fueron cambiados sus apellidos. En algunos casos fueron modificados para poder leerse y en otros simplemente para borrar su identidad, por esta razón, fueron considerados ciudadanos italianos en sus pasaportes.
En distintos momentos históricos, Croacia formó parte de Yugoslavia, como entre 1945 y 1991, cuando la República Socialista de Croacia constituía la República Federativa Socialista de Yugoslavia. En esos tiempos se los llamó yugoslavos.
Los croatas con ciudadanía argentina (para obtenerla deben ser mayores de 18 años y residir en el país durante al menos dos años) tienen los mismos derechos y obligaciones, son ciudadanos iguales de Argentina.

## Lugares donde se establecieron

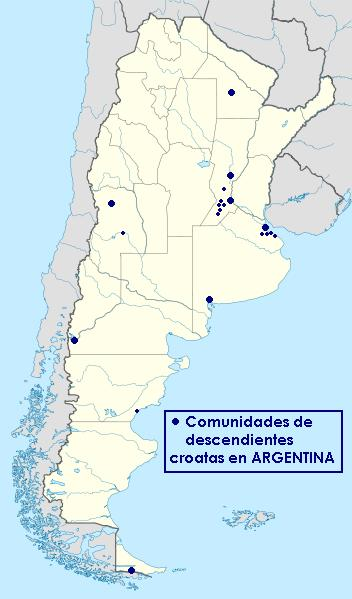
Principales puntos de radicación de los inmigrantes croatas en Argentina.

Además de la ciudad de Buenos Aires, las comunidades de descendientes croatas más importantes se encuentran repartidas en las provincias de Buenos Aires, Santa Fe (especialmente en el sur), Córdoba, Mendoza, Chaco, Chubut, Río Negro, San Juan y Tierra del Fuego.
| Provincia        | Localidades destacadas con descendientes de croatas                                  |
| ---------------- | ------------------------------------------------------------------------------------ |
| Buenos Aires     | La Plata, Berisso, San Justo, Bahía Blanca y Dock Sud                                |
| Santa Fe         | Rosario, Santo Tomé, Venado Tuerto, Arequito, Chovet, Chabás, Gálvez y Villa Mugueta |
| Mendoza          | Mendoza, Rivadavia y San Rafael                                                      |
| Córdoba          | Córdoba, Malagueño                                                                   |
| Chaco            | Sáenz Peña, Resistencia                                                              |
| Chubut           | Comodoro Rivadavia                                                                   |
| Río Negro        | San Carlos de Bariloche                                                              |
| Tierra del Fuego | Ushuaia                                                                              |

Muchos de los primeros inmigrantes croatas en Argentina provenían de Dalmacia, en busca de tierras fértiles para la agricultura, que escaseaban en su país de origen. Muchos de ellos encontraron empleo en los astilleros navales de la ciudad de Buenos Aires.
La gran mayoría de los inmigrantes que se radicaron en el centro-sur de la provincia de Santa Fe (donde en el sur hay descendientes en prácticamente todos los pueblos), llegaron de la isla dálmata de Hvar y también de otras partes de esa zona del condado de Split-Dalmacia. Los pueblos con más densidad de croatas son Villa Mugueta, Chabás y Chovet, en particular este último, ya que se estima que más de la mitad de sus habitantes son descendientes de croatas.
Entre 1923 y 1930, 15 familias de jóvenes campesinos croatas procedentes del pueblo Prapoće, en el condado de Istria, llegaron en tres oleadas migratorias a Argentina y la mayoría se instaló en la ciudad cordobesa de Malagueño para trabajar en las minas de cal La Calera y Dumesnil. Un coloquio científico titulado "Croatas en Malagueño" se realizó en Zagreb en 2010, abordando la historia de estos inmigrantes croatas a Malagueño.

## Instituciones

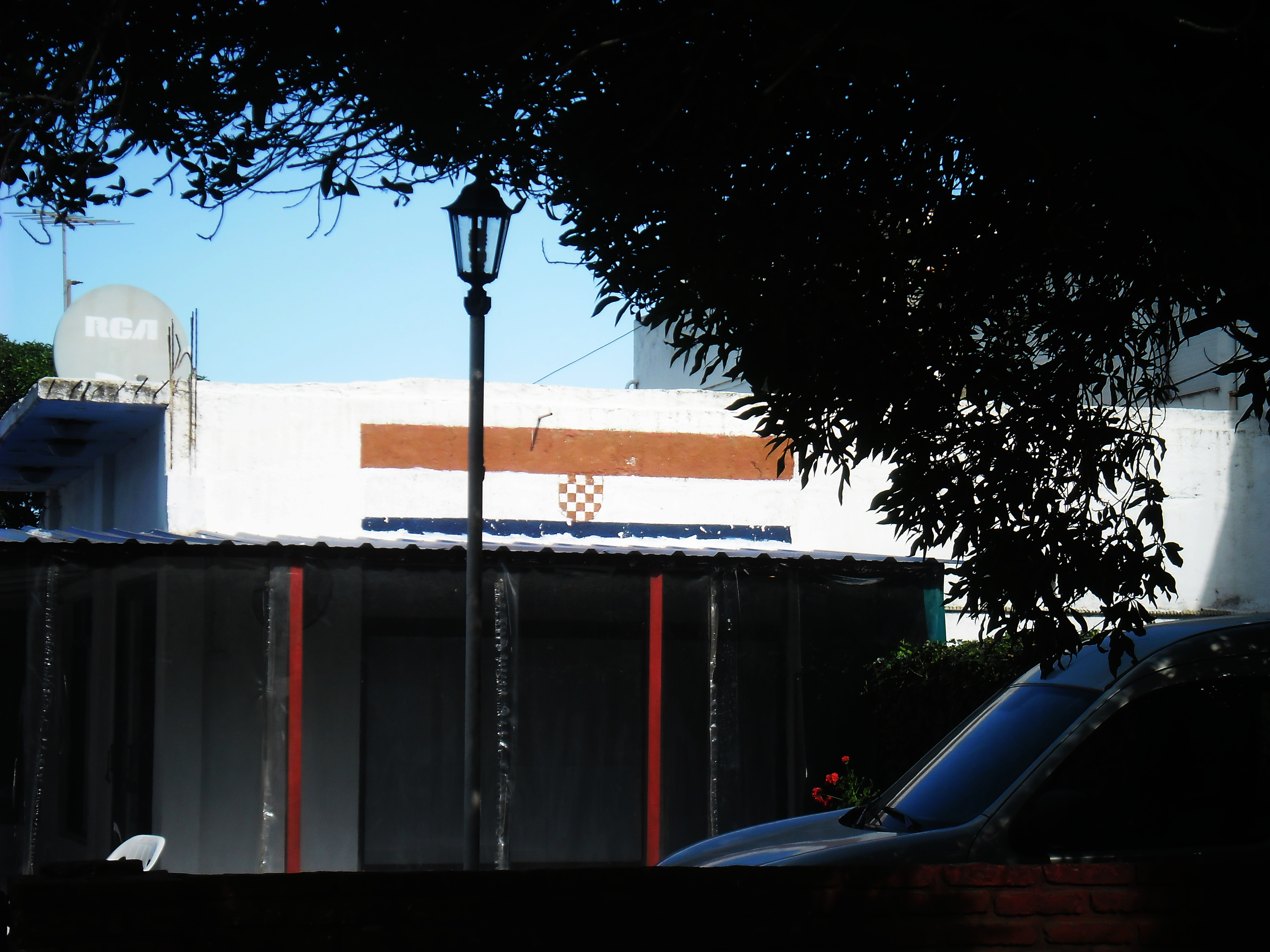
Restaurant de comida típica croata en la localidad bonaerense de Mar del Sud.

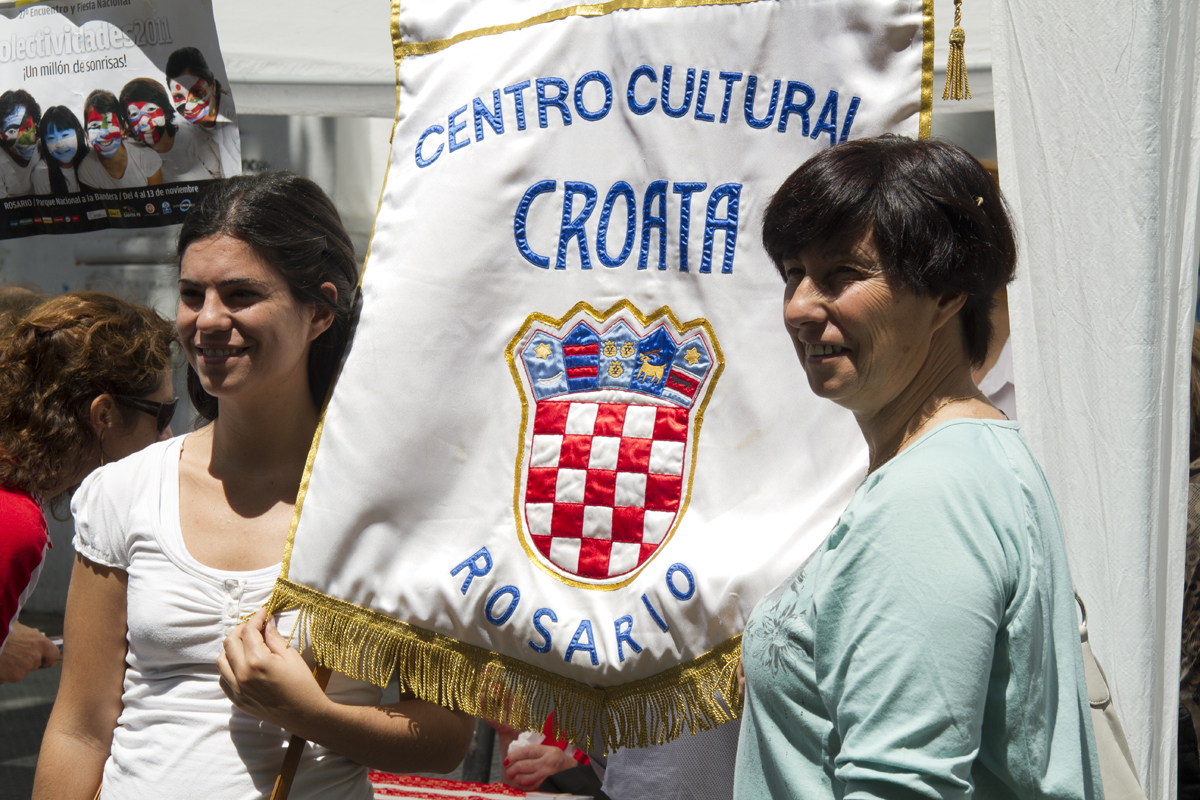
Representantes del Centro Cultural Croata de Rosario en una celebración en la Ciudad de Buenos Aires en 2011.

Hasta agosto de 2011, existían cerca de 28 instituciones (incluyendo institutos educativos y centros de descendientes) distribuidos entre la ciudad de Buenos Aires y 9 provincias. La mayoría de estas instituciones se nucleaban en la Unión de Asociaciones Croatas de la República Argentina (UACRA).
El mayor número de asociaciones croatas en Argentina se concentra en el área de Buenos Aires, y también operan en algo más de 20 ciudades argentinas.